# Reapropriação

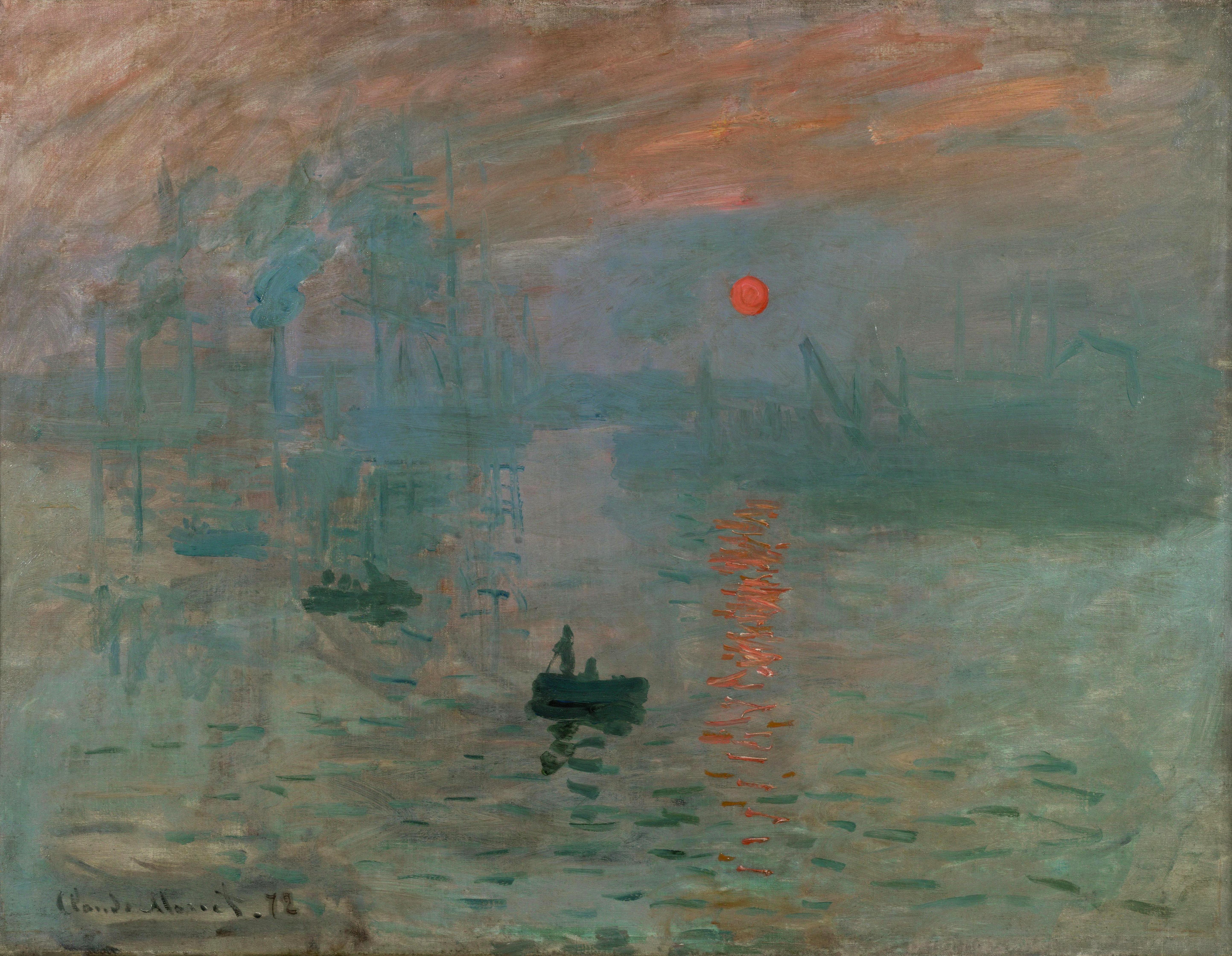
Impressão, nascer do sol, de Claude Monet foi ridicularizado como "impressionista" em 1872, mas o termo passou a designar movimento artístico "impressionismo" e os pintores começaram a autoidentificar-se como "impressionistas"

A reapropriação, reclamação, reivindicação ou ressignificação é o processo cultural pelo qual um grupo recupera palavras ou artefatos que foram usados anteriormente de forma depreciativa contra aquele grupo. É uma forma específica de variação semântica (mudança do significado de uma palavra). A reapropriação linguística pode ter implicações mais amplas nos campos do discurso e foi descrita em termos de empoderamento pessoal ou sociopolítico.

## Exemplos
Existem muitos exemplos recentes de reapropriação linguística nas áreas da sexualidade humana, papéis de género, orientação sexual, etc., como por exemplo, "queer".
Um dos exemplos mais antigos de reapropriação bem-sucedida é o termo jesuíta em referência aos membros da Companhia de Jesus . Este termos era originalmente um termo depreciativo, utilizado para pessoas que invocavam frequentemente, ou em vão, o nome de Jesus. Os membros da Companhia de Jesus adotaram ao longo do tempo o termo para si mesmos, pelo que a palavra passou a referir-se exclusivamente a eles, geralmente em sentido positivo ou neutro. Com o tempo, o significado do termo ganhou novos contornos depreciativos, tendo "jesuíta" passado a ser utilizado para significar coisas como: manipulador, conspirador, traiçoeiro, capaz de justificar intelectualmente qualquer coisa por meio de raciocínios complicados.
 